# 894
Évszázadok: 8. század – 9. század – 10. század
Évtizedek: 840-es évek – 850-es évek – 860-as évek – 870-es évek – 880-as évek – 890-es évek – 900-as évek – 910-es évek – 920-as évek – 930-as évek – 940-es évek
Évek: 889 – 890 – 891 – 892 –  893 – 894 – 895  – 896 – 897 – 898 – 899

## Események

### Európa
- Miután a bolgárok az előző évben elűzték a görög papokat és megtiltották a görög egyházi nyelvként való használatát, Sztülianosz Zautzész bizánci főminiszter (és Bölcs León császár apósa) ráveszi a császárt, hogy a bolgárok piacát (azt a kötelező helyet, ahol a kereskedők működhettek) helyezze át Konstantinápolyból Thesszalonikibe. A bolgároknak itt nagyobb adókat kell fizetniük és csak görög közvetítőkön keresztül (amin a főminiszter állítólag sok pénzt keresett) juthatnak hozzá a Konstantinápolyba érkező árukhoz. Simeon bolgár fejedelem tiltakozó követséget küld a császárhoz és amikor nem kap választ, betör a birodalomba, legyőzi az ellene küldött kazár zsoldosokat és feldúlja Trákiát.
- Bölcs Leó elküldi Nikétasz Szkléroszt követségbe az etelközi magyarok vezéreihez, Árpádhoz és Kurszánhoz és ráveszi őket, hogy támadják meg északról a bolgárokat. A bizánciak megígérik a magyaroknak hogy hajóikkal átszállítják őket a Dunán.
- Meghal I. Szvatopluk morva fejedelem (talán természetes halállal, de egyes források szerint a frankokkal vívott csatában). Utóda fia, II. Mojmir, aki öccsének, II. Szvatopluknak adja Nyitra fejedelemségét. Szvatopluk szövetséget köt a magyarokkal a frankok ellen (ezt örökíti meg a fehér ló mondája) és a magyarok feldúlják a Dunántúl frankok által ellenőrzött déli felét.
- Arnulf keleti frank király maga vezet sereget Itáliába, hogy Formosus pápa kérésére megdöntse Guidó császár hatalmát. Veronában csatlakozik hozzá Guidó riválisa, Berengár friuli őrgróf. Egy hónapos ostrom után kifosztják Bergamót, Milánó és Pavia pedig ellenállás nélkül megadja magát. Arnulf itáliai királynak nyilvánítja magát, Berengárt pedig kinevezi alkirályává.
- Arnulf kivonul Itáliából, mert hírét veszi hogy I. Rudolf burgundiai király meg akarja szállni Lotaringiát. Guidó elindul, hogy visszafoglalja az itáliai városokat, de ősszel váratlanul meghal. Utóda, a korábban már császárrá koronázott 14 éves fia, Lambert, aki anyjával, Ageltrudével együtt Rómába megy, hogy Formosus pápa megerősítse a császári címét. Az Arnulf-párti pápa ezt megtagadja, ezért házi őrizetbe veszik.
- Petar szerb fejedelem legyőzi és megvakíttatja az ellene támadó Bran Mutimirovićot (az előző fejedelem, Pribiszlav öccsét).
- A Walest fosztogató, Hastein vezette viking sereg visszatér Chesterbe, majd áthajózik a dán uralom lévő-Kelet-Angliába. Ősszel Hastein felhajózik a Temzén és mellékfolyóján a Leán, majd megerődített tábort épít a télre.
- Anarawd ap Rhodri gwyneddi király hűségesküt tesz Nagy Alfréd angolszász királynak, cserébe a vikingek elleni védelemért.

## Születések
- Æthelstan, angolszász király
- Franciaországi Emma, Rudolf nyugati frank király felesége
- Mikhaél Maleinosz, bizánci szerzetes
- Ono no Tófú, japán kalligráfus

## Halálozások
- december 12. – Guidó, frank császár
- I. Szvatopluk, morva fejedelem

## Fordítás
- Ez a szócikk részben vagy egészben  a(z)   894 című angol Wikipédia-szócikk ezen változatának fordításán alapul.  Az eredeti cikk szerkesztőit annak laptörténete sorolja fel. Ez a jelzés csupán a megfogalmazás eredetét és a szerzői jogokat jelzi, nem szolgál a cikkben szereplő információk forrásmegjelöléseként.